# Mary Poppins Returns
Mary Poppins Returns és una pel·lícula britànicoestatunidenca de 2018, de gènere musical, fantasia i comèdia, dirigida per Rob Marshall i escrita per David Magee. És protagonitzada per Emily Blunt, Lin-Manuel Miranda, Ben Whishaw, Emily Mortimer, Pixie Davies, Joel Dawson, Nathanael Saleh, Julie Walters, Colin Firth i Meryl Streep. És la seqüela de la pel·lícula de 1964 Mary Poppins; se situa 25 anys després d'aquesta, i retrata Mary Poppins, l'antiga mainadera de Jane i Michael Banks, visitant-los de nou després d'una gran tragèdia familiar.

## Argument
Londres, dècada del 1930, durant l'era de la Gran Depressió. Els germans Michael (Ben Whishaw) i Jane Banks (Emily Mortimer), els personatges als qui vam conèixer com a nens en Mary Poppins, han crescut. Ara viuen junts amb els tres fills de Michael i la seva serventa Ellen (Julie Walters) al carrer Cherry Tree Lane. Després que el jove pateixi una dramàtica pèrdua personal, la màgica mainadera Mary Poppins (Emily Blunt) tornarà a entrar en les vides de la família Banks, al costat de l'optimista faroler Jack (Lin-Manuel Miranda). Amb el propòsit d'ajudar al fet que la família redescobreixi l'alegria i la fantasia que mancava en les seves vides, Mary Poppins utilitzarà les seves habilitats màgiques úniques per portar-los a un nou món colorit ple de personatges peculiars com la seva excèntrica primera Topsy (Meryl Streep).

## Repartiment
- Emily Blunt com a Mary Poppins[2][3]
- Lin-Manuel Miranda com a Jack[4]
- Ben Whishaw com a Michael Banks[5]
- Emily Mortimer com a Jane Banks[6]
- Pixie Davies com a Annabel Banks
- Joel Dawson com a Georgie Banks
- Nathanael Saleh com a John Banks
- Julie Walters com a Elle
- Meryl Streep com a Topsy Poppins
- Colin Firth com a William Weatherall Wilkins[7]
- Dick Van Dyke com a Mr. Dawes Jr.[8][9]
- Angela Lansbury com la senyora dels globus[8][10]
- David Warner com a Admiral Boom
- Jeremy Swift com a Gooding

### Repartiment de veu
- Edward Hibbert com al lloro del paraigües de la Mary Poppins
- Chris O'Dowd com a Shamus, el gos de raça Setter irlandès que apareix durant la seqüència al Royal Doulton Music Hall[11]
- Mark Addy com a Clyde, el cavall durant la seqüència al Royal Doulton Music Hall[11]

## Producció

### Desenvolupament
El 14 de setembre de 2015, va ser anunciat que una nova pel·lícula sobre Mary Poppins estava en desenvolupament, i prendria lloc 20 anys després del primer, protagonitzant una narrativa aparti basada en els llibres. Rob Marshall va ser contractat per al lloc de director, mentre que John DeLuca i Marc Platt produiran juntament amb Marshall. David Magee va treballar amb el guió.

### Càsting
El 18 de febrer de 2016, Emily Blunt va ser triada per actuar en el titular de la seqüela. El 24 de febrer de 2016, Lin-Manuel Miranda va ser triat per actuar el paper de Jack. Marshall dirigiria la pel·lícula. A l'abril de 2016, Disney va confirmar oficialment que la pel·lícula estava en desenvolupament i que Blunt i Miranda serien els protagonistes. Al maig, Disney va anunciar que el títol de la pel·lícula seria Mary Poppins Returns. El juliol de 2016, Meryl Streep va participar en el paper de la cosina Topsy, i el mes següent, Ben Whishaw va revelar que participaria per al paper del ja més gran Michael Banks. Al setembre, es va confirmar que Streep formaria part del repartiment. El mes següent, Emily Mortimer va participar per al paper de la major Jane Banks, i Colin Firth es va unir a la pel·lícula com William Weatherall Wilkins, president del Fidelity Fiduciary Bank. El febrer de 2017 Angela Lansbury va ser oficialment confirmada per al paper de Balloon Lady. De la mateixa manera, Emily Blunt va explicar que, encara que aquesta pel·lícula va ser una seqüela de la de 1964, la seva interpretació de Mary Poppins no es basa del tot en la interpretació de Julie Andrews sinó en els llibres de Pamela Lyndon Travers, és a dir, serà una mica més tosca i vanitosa.

### Filmació
El rodatge de la pel·lícula va començar el 10 de febrer de 2017, als Shepperton Studios a Surrey (Anglaterra). Miranda va dir al The New York Times per telèfon des de Londres: Estic enmig d'un treball de somni ballant amb Emily Blunt tot el dia i molt agraït d'estar aquí

### Música
La banda sonora de la pel·lícula està composta per Marc Shaiman. Les cançons van ser escrites per Shaiman amb lletres de Scott Wittman. Encara que la banda sonora es llançà físicament el 7 de desembre de 2018, ja es van revelar alguns dels títols de les cançons del film, entre les quals poguessin esmentar-se 'The Place Where Lost Things Go', 'The Royal Doulton Music Hall' i 'Trip A Little Light Fantastic'.
Totes les lletres escrites per Marc Shaiman i Scott Wittman, totes les cançons foren compostes per Shaiman.
| 1.            | «(Underneath the) Lovely London Sky (menció a "The Life I Lead" de Sherman Brothers)»                   | Lin-Manuel Miranda                                                                         | 3:47  |
| 2.            | «Overture»                                                                                              | Marc Shaiman                                                                               | 2:28  |
| 3.            | «A Conversation»                                                                                        | Ben Whishaw                                                                                | 2:42  |
| 4.            | «Can You Imagine That?»                                                                                 | Emily Blunt Pixie Davies Joel Dawson Nathanael Saleh                                       | 4:22  |
| 5.            | «The Royal Doulton Music Hall»                                                                          | Blunt Miranda Davies Dawson Saleh                                                          | 3:01  |
| 6.            | «Introducing Mary Poppins»                                                                              | Miranda Blunt                                                                              | 0:31  |
| 7.            | «A Cover is Not the Book»                                                                               | Blunt Miranda L'audiència a The Doulton Music Hall Audience Repartiment                    | 4:25  |
| 8.            | «The Place Where Lost Things Go»                                                                        | Blunt                                                                                      | 3:43  |
| 9.            | «Turning Turtle»                                                                                        | Meryl Streep Blunt Miranda Davies Dawson Saleh                                             | 4:20  |
| 10.           | «Trip a Little Light Fantastic»                                                                         | Miranda Blunt Tarik Frimpong Davies Dawson Saleh Leeries                                   | 7:02  |
| 11.           | «The Place Where Lost Things Go (Reprise)»                                                              | Dawson Saleh Davies                                                                        | 1:30  |
| 12.           | «Trip a Little Light Fantastic (Reprise)»                                                               | Dick Van Dyke Blunt Miranda Whishaw Davies Dawson Saleh                                    | 0:46  |
| 13.           | «Nowhere to Go But Up (menció a "Let's Go Fly a Kite" i "A Spoonful of Sugar" de Sherman Brothers)»     | Angela Lansbury Whishaw Davies Dawson Saleh Miranda Emily Mortimer Julie Walters Companyia | 5:45  |
| 14.           | «(Underneath the) Lovely London Sky (Reprise) (menció a "The Perfect Nanny" de Sherman Brothers)»       | Miranda                                                                                    | 1:52  |
| 15.           | «Theme from Mary Poppins Returns»                                                                       | Shaiman                                                                                    | 1:38  |
| 16.           | «Kite Takes Off (menció a "Chim Chim Cher-ee" de Sherman Brothers)»                                     | Shaiman feat. Miranda                                                                      | 2:40  |
| 17.           | «Mary Poppins Arrives (menció a "A Spoonful of Sugar" and "The Perfect Nanny" by the Sherman Brothers)» | Shaiman                                                                                    | 1:41  |
| 18.           | «Magic Papers (meció a "Fidelity Fiduciary Bank" de Sherman Brothers)»                                  | Shaiman                                                                                    | 1:33  |
| 19.           | «Banks in the Bank (menció a "Fidelity Fiduciary Bank")»                                                | Shaiman                                                                                    | 0:43  |
| 20.           | «Into the Royal Doulton Bowl»                                                                           | Shaiman                                                                                    | 1:58  |
| 21.           | «Rescuing Georgie»                                                                                      | Shaiman                                                                                    | 4:01  |
| 22.           | «Off to Topsy's (menció a "The Perfect Nanny" de Sherman Brothers)»                                     | Shaiman                                                                                    | 2:53  |
| 23.           | «Chase Through the Bank»                                                                                | Shaiman                                                                                    | 1:11  |
| 24.           | «Lost in a Fog»                                                                                         | Shaiman                                                                                    | 0:59  |
| 25.           | «Goodbye Old Friend»                                                                                    | Shaiman                                                                                    | 2:32  |
| 26.           | «Race to Big Ben»                                                                                       | Shaiman                                                                                    | 4:55  |
| 27.           | «End Title Suite (menció a "Supercalifragilisticexpialidocious" de Sherman Brothers)»                   | Shaiman feat. Repartiment                                                                  | 5:12  |
| Durada total: | Durada total:                                                                                           | Durada total:                                                                              | 78:10 |

## Llançament
Inicialment, el llançament de Mary Poppins Returns estava programat pel 25 de desembre de 2018. No obstant això, el 10 de juliol de 2018, la companyia va anunciar que la seva estrena s'avançaria una setmana, és a dir, pel 19 de desembre.
El primer avançament publicitari va ser estrenat en el 90è lliurament dels Premis de l'Acadèmia, ocorreguda el 4 de març de 2018, a més d'estrenar-se el primer pòster oficial. Així mateix, el 17 de setembre, va ser estrenat el primer tràiler oficial de la pel·lícula. Un tercer vídeo promocional de la pel·lícula va ser estrenat el 22 d'octubre, en el qual s'aprecien noves escenes i es mostra un fragment d'una de les cançons que formarà part de la banda sonora, titulada 'Can You Imagine That'.

## Recepció

### Crítica
Mary Poppins Returns ha rebut ressenyes positives de part de la crítica i de l'audiència. En el lloc web especialitzat Rotten Tomatoes, la pel·lícula posseeix una aprovació de 80%, basada en 377 ressenyes, amb una qualificació de 7.3/10 i amb un consens crític que diu: «Mary Poppins Returns es basa en la màgia del seu clàssic antecessor per llançar un encanteri familiar —però, tot i així, éssòlidament efectiu— i amigable per a la família.» De part de l'audiència té una aprovació de 68%, basada en més de 5000 vots i amb una qualificació de 3.6/5.
El lloc web Metacritic li ha donat a la pel·lícula una puntuació de 66 de 100, basada en 54 ressenyes, indicant «ressenyes generalment favorables». Les audiències enquestades per CinemaScore li han donat a la pel·lícula una «A-» en una escala d'A+ a F, mentre que en el lloc IMDb els usuaris li han donat una qualificació de 6.7/10, sobre la base de 82061 vots. A la pàgina FilmAffinity la cinta té una qualificació de 5.6/10, basada en 8416 vots.

### Premis i nominacions
| Premis                                           | Data de la cerimònia      | Categoria                                                                     | Nominat(s)                                                              | Resultat   | Ref.          |
| ------------------------------------------------ | ------------------------- | ----------------------------------------------------------------------------- | ----------------------------------------------------------------------- | ---------- | ------------- |
| American FIlm Institute                          | 4 de gener de 2019        | Top 10 pel·lícules de l'any                                                   | Mary Poppins Returns                                                    | Guanyador  | [ 28 ]        |
| Premis Oscar                                     | 24 de febrer de 2019      | Millor vestuari                                                               | Sandy Powell                                                            | Nominat    | [ 29 ]        |
| Premis Oscar                                     | 24 de febrer de 2019      | Millor banda sonora original                                                  | Marc Shaiman                                                            | Nominat    | [ 29 ]        |
| Premis Oscar                                     | 24 de febrer de 2019      | Millor cançó original                                                         | "The Place Where Lost Things Go" – Marc Shaiman and Scott Wittman       | Nominats   | [ 29 ]        |
| Premis Oscar                                     | 24 de febrer de 2019      | Millor disseny de producció                                                   | John Myhre i Gordon Sim                                                 | Nominats   | [ 29 ]        |
| Premis Annie                                     | 2 de febrer de 2019       | Millor producció d'animació especial                                          | Mary Poppins Returns                                                    | Guanyador  | [ 30 ]        |
| Premis Annie                                     | 2 de febrer de 2019       | Millor animació de personatges en una pel·lícula                              | Chris Sauve, James Baxter i Sandro Cleuzo                               | Guanyadors | [ 30 ]        |
| Premis Annie                                     | 2 de febrer de 2019       | Millor disseny de personatges d'una pel·lícula d'animació                     | James Woods                                                             | Nominat    | [ 30 ]        |
| Premis Annie                                     | 2 de febrer de 2019       | Millor disseny de producció d'una pel·lícula d'animació                       | Jeff Turley                                                             | Nominat    | [ 30 ]        |
| Premis Annie                                     | 2 de febrer de 2019       | Millor guió il·lustrat d'una pel·lícula d'animació                            | Ovi Nedelcu                                                             | Nominat    | [ 30 ]        |
| Premis Ast Directors Guild                       | 2 de febrer de 2019       | Millor disseny de producció d'una pel·lícula de fantasia                      | John Myhre                                                              | Nominat    | [ 31 ]        |
| Premis BAFTA                                     | 10 de febrer de 2019      | Millor banda sonora original                                                  | Marc Shaiman                                                            | Nominat    | [ 32 ]        |
| Premis BAFTA                                     | 10 de febrer de 2019      | Millor disseny de producció                                                   | John Myhre i Gordon Sim                                                 | Nominats   | [ 32 ]        |
| Premis BAFTA                                     | 10 de febrer de 2019      | Millor vestuari                                                               | Sandy Powell                                                            | Nominat    | [ 32 ]        |
| Festival de cine Capri Hollywood International   | 2 de gener de 2019        | Millor vestuari                                                               | Sandy Powell                                                            | Guanyador  | [ 33 ]        |
| Casting Society of America                       | 31 de gener de 2019       | Millor pel·lícula amb un gran pressupost – comèdia                            | Bernard Telsey, Tiffany Little Canfield, Conrad Woolfe i Sarah Trevis   | Nominats   | [ 34 ]        |
| Premis Costume Designers Guild                   | 19 de febrer de 2019      | Excellence in Period Film                                                     | Sandy Powell                                                            | Nominat    | [ 35 ]        |
| Premis Critics' Choice Movie                     | 13 de gener de 2019       | Millor pel·lícula                                                             | Mary Poppins Returns                                                    | Nominat    | [ 36 ]        |
| Premis Critics' Choice Movie                     | 13 de gener de 2019       | Millor actriu                                                                 | Emily Blunt                                                             | Nominada   | [ 36 ]        |
| Premis Critics' Choice Movie                     | 13 de gener de 2019       | Millor disseny de producció                                                   | John Myhre i Gordon Sim                                                 | Nominats   | [ 36 ]        |
| Premis Critics' Choice Movie                     | 13 de gener de 2019       | Millor vestuari                                                               | Sandy Powell                                                            | Nominat    | [ 36 ]        |
| Premis Critics' Choice Movie                     | 13 de gener de 2019       | Millors efectes visuals                                                       | Mary Poppins Returns                                                    | Nominat    | [ 36 ]        |
| Premis Critics' Choice Movie                     | 13 de gener de 2019       | Millor actriu en una comèdia                                                  | Emily Blunt                                                             | Nominada   | [ 36 ]        |
| Premis Critics' Choice Movie                     | 13 de gener de 2019       | Millor banda sonora original                                                  | Marc Shaiman                                                            | Nominat    | [ 36 ]        |
| Premis Critics' Choice Movie                     | 13 de gener de 2019       | Millor cançó original                                                         | "The Place Where Lost Things Go"                                        | Nominat    | [ 36 ]        |
| Premis Critics' Choice Movie                     | 13 de gener de 2019       | Millor cançó original                                                         | "Trip a Little Light Fantastic"                                         | Nominat    | [ 36 ]        |
| Detroit Film Critics Society                     | 3 de desembre de 2019     | Millor ús de la música                                                        | Mary Poppins Returns                                                    | Nominat    | [ 37 ]        |
| Georgia Film Critics Association                 | 12 de gener de 2019       | Millor cançó original                                                         | "The Place Where Lost Things Go" – Marc Shaiman and Scott Wittman       | Nominats   | [ 38 ]        |
| Georgia Film Critics Association                 | 12 de gener de 2019       | Millor cançó original                                                         | "Trip a Little Light Fantastic" – Marc Shaiman i Scott Wittman          | Nominats   | [ 38 ]        |
| Premis Globus d'Or                               | 6 de gener de 2019        | Millor pel·lícula – comèdia o musical                                         | Mary Poppins Returns                                                    | Nominat    | [ 39 ]        |
| Premis Globus d'Or                               | 6 de gener de 2019        | Millor actor – comèdia o musical                                              | Lin-Manuel Miranda                                                      | Nominat    | [ 39 ]        |
| Premis Globus d'Or                               | 6 de gener de 2019        | Millor actriu – comèdia o musical                                             | Emily Blunt                                                             | Nominada   | [ 39 ]        |
| Premis Globus d'Or                               | 6 de gener de 2019        | Millor banda sonora original                                                  | Marc Shaiman                                                            | Nominat    | [ 39 ]        |
| Premis Golden Reel                               | 17 de febrer de 2019      | Millor edició de so – Diàleg i ADR                                            | Renée Tondelli, Heather Gross i Alexa Zimmerman                         | Nominats   | [ 40 ]        |
| Premis Golden Reel                               | 17 de febrer de 2019      | Millor edició de so – musical                                                 | Jennifer L. Dunnington, Jim Bruening, Lewis Morison i Fiona Cruickshank | Nominats   | [ 40 ]        |
| Premis Golden Trailer                            | 29 de maig de 2019        | Millor animació/anunci de TV familiar                                         | Mary Poppins Returns ("Place")                                          | Guanyador  | [ 41 ]        |
| Premis Golden Trailer                            | 29 de maig de 2019        | Millor Billboard                                                              | Mary Poppins Returns ("The Grove Billboard")                            | Nominat    | [ 41 ]        |
| Premis Golden Trailer                            | 29 de maig de 2019        | Millor entreteniment familiar/Animació                                        | Mary Poppins Returns ("Be A Child")                                     | Guanyador  | [ 41 ]        |
| Premis Golden Trailer                            | 29 de maig de 2019        | Millor pòster d'una pel·lícula                                                | Mary Poppins Returns ("Weather Responsive Motion Poster")               | Guanyador  | [ 41 ]        |
| Premis Golden Trailer                            | 29 de maig de 2019        | Millor música d'un anunci                                                     | Mary Poppins Returns ("Place")                                          | Nominada   | [ 41 ]        |
| Premis Grammy                                    | 26 de gener de 2020       | Millor banda sonora original per mitjans audiovisuals                         | Marc Shaiman                                                            | Nominat    | [ 42 ]        |
| Premis Guild of Music Supervisors                | 13 de gener de 2019       | Millor supervisió musical de pel·lícules amb un pressupost major a 25 milions | Michael Higham i Paul Gemignani                                         | Nominats   | [ 43 ]        |
| Premis Guild of Music Supervisors                | 13 de gener de 2019       | Millor cançó/gravació creada per una pel·lícula                               | "Trip a Little Light Fantastic"                                         | Nominat    | [ 43 ]        |
| Festival de cine Heartland                       | 11 - 21 d'octubre de 2018 | Pel·lícula realment emocionant                                                | Mary Poppins Returns                                                    | Guanyadora | [ 44 ]        |
| Premis Hollywood Music in Media                  | 14 de novembre de 2018    | Millor banda sonora original – Ciència-ficció/fantasia/horror                 | Marc Shaiman                                                            | Nominat    | [ 45 ]        |
| Premis Hollywood Music in Media                  | 14 de novembre de 2018    | Millor cançó original – Ciència-ficció/fantasia/horror                        | "The Place Where Lost Things Go" – Marc Shaiman i Scott Wittman         | Nominats   | [ 45 ]        |
| Premis Hollywood Music in Media                  | 14 de novembre de 2018    | Millor cançó original – Ciència-ficció/fantasia/horror                        | "Trip a Little Light Fantastic" – Marc Shaiman i Scott Wittman          | Nominats   | [ 45 ]        |
| Premi Humanitas                                  | 8 de febrer de 2019       | Millor pel·lícula familiar                                                    | Mary Poppins Returns                                                    | Guanyador  | [ 46 ]        |
| Premis Kids' Choice                              | 22 de març de 2019        | Pel·lícula preferida                                                          | Mary Poppins Returns                                                    | Nominat    | [ 47 ]        |
| Premis Kids' Choice                              | 22 de març de 2019        | Actriu de pel·lícula preferida                                                | Emily Blunt                                                             | Nominada   | [ 47 ]        |
| London Film Critics Circle                       | 20 de gener de 2019       | Actriu britànica/irlandesa de l'any                                           | Emily Blunt                                                             | Nominada   | [ 48 ]        |
| Make-Up Artists and Hair Stylists Guild          | 16 de febrer de 2019      | Millor ambientació i/o maquillatge                                            | Peter Robb-King i Paula Price                                           | Nominats   | [ 49 ]        |
| Make-Up Artists and Hair Stylists Guild          | 16 de febrer de 2019      | Millor ambientació i/o pentinats                                              | Peter Robb-King i Paula Price                                           | Nominats   | [ 49 ]        |
| Premis Movieguide                                | 8 de febrer de 2019       | Millor pel·lícula familiar                                                    | Mary Poppins Returns                                                    | Nominat    | [ 50 ]        |
| National Board of Review                         | 8 de gener de 2019        | Top 10 pel·lícules                                                            | Mary Poppins Returns                                                    | Guanyador  | [ 51 ]        |
| Festival Internacional de Cinema de Palm Springs | 3 de gener de 2019        | Millor actuació d'un repartiment                                              | Mary Poppins Returns                                                    | Guanyadors | [ 52 ]        |
| Premis Satellite                                 | February 17, 2019         | Millor pel·lícula – comèdia o musical                                         | Mary Poppins Returns                                                    | Nominat    | [ 53 ]        |
| Premis Satellite                                 | February 17, 2019         | Millor actor – comèdia o musical                                              | Lin-Manuel Miranda                                                      | Nominat    | [ 53 ]        |
| Premis Satellite                                 | February 17, 2019         | Millor actriu – comèdia o musical                                             | Emily Blunt                                                             | Nominada   | [ 53 ]        |
| Premis Satellite                                 | February 17, 2019         | Millor cançó original                                                         | "Can You Imagine That?" – Marc Shaiman i Scott Wittman                  | Nominats   | [ 53 ]        |
| Premis Satellite                                 | February 17, 2019         | Best Art Direction and Production Design                                      | John Myhre                                                              | Guanyador  | [ 53 ]        |
| Premis Satellite                                 | February 17, 2019         | Millor so (edició o barreja)                                                  | Mary Poppins Returns                                                    | Nominat    | [ 53 ]        |
| Premis Saturn                                    | September 13, 2019        | Millor pel·lícula de fantasia                                                 | Mary Poppins Returns                                                    | Nominat    | [ 54 ] [ 55 ] |
| Premis Saturn                                    | September 13, 2019        | Millor actriu                                                                 | Emily Blunt                                                             | Nominada   | [ 54 ] [ 55 ] |
| Premis Saturn                                    | September 13, 2019        | Millor actor de repartiment                                                   | Lin-Manuel Miranda                                                      | Nominat    | [ 54 ] [ 55 ] |
| Premis Saturn                                    | September 13, 2019        | Millor música                                                                 | Marc Shaiman                                                            | Guanyador  | [ 54 ] [ 55 ] |
| Premis Saturn                                    | September 13, 2019        | Millor disseny de producció                                                   | John Myhre                                                              | Nominat    | [ 54 ] [ 55 ] |
| Premis Saturn                                    | September 13, 2019        | Millor vestuari                                                               | Sandy Powell                                                            | Nominat    | [ 54 ] [ 55 ] |
| Premis Screen Actors Guild                       | January 27, 2019          | Millor actriu                                                                 | Emily Blunt                                                             | Nominada   | [ 56 ]        |
| Seattle Film Critics Society                     | December 17, 2018         | Millor vestuari                                                               | Sandy Powell                                                            | Nominat    | [ 57 ]        |
| Seattle Film Critics Society                     | December 17, 2018         | Millor disseny de producció                                                   | John Myhre i Gordon Sim                                                 | Nominats   | [ 57 ]        |
| Premis Teen Choice                               | August 11, 2019           | Pel·lícula de fantasia                                                        | Mary Poppins Returns                                                    | Nominada   | [ 58 ]        |
| Premis Teen Choice                               | August 11, 2019           | Actor en una pel·lícula de fantasia                                           | Lin-Manuel Miranda                                                      | Nominat    | [ 58 ]        |
| Premis Teen Choice                               | August 11, 2019           | Actriu en una pel·lícula de fantasia                                          | Emily Blunt                                                             | Nominada   | [ 58 ]        |
| Washington D.C. Area Film Critics Association    | December 3, 2018          | Millor disseny de producció                                                   | John Myhre                                                              | Nominat    | [ 59 ]        |